# Oaxaca de Juárez
Oaxaca de Juárez é a capital do estado de Oaxaca fica ao sul do México. Conta com 526 mil habitantes (2004) e situa-se numa altitude de 1550 metros sobre o nível do mar.
No ano de 2006, a cidade de Oaxaca foi palco de um grande processo de lutas populares, iniciadas pela categoria dos professores, que levou à formação da APPO. A "Comuna de Oaxaca", como ficou conhecido o movimento, começou a ser pesadamente atacada por tropas da Policia Federal Preventiva do México a partir do dia 29 de outubro de 2006.

## Cidades-irmãs
As cidades-irmãs de Oaxaca de Juárez são as seguintes:
- Antequera, Espanha
- Cancún, México
- Celaya, México
- Havana, Cuba
- Salina Cruz, México
- Luanda, Angola
- Mérida, Venezuela
- Palo Alto, Estados Unidos
- Puebla, México
- Rueil-Malmaison, França
- Tlaquepaque, México
- Union Hidalgo, México
- Juchitán de Zaragoza, México

## Galeria de Fotos

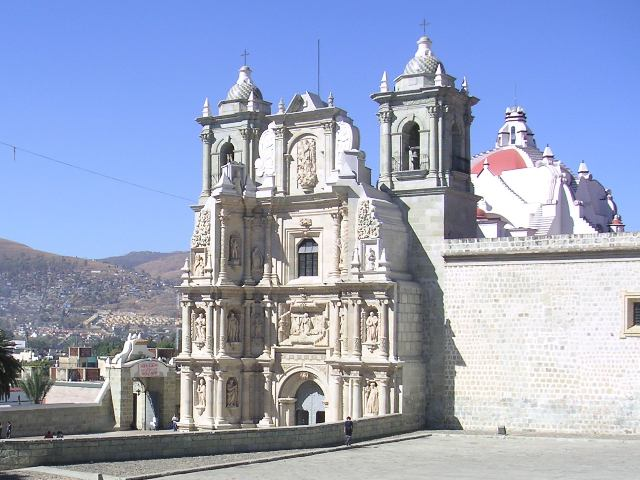
Basílica de Nuestra Señora de la Soledad
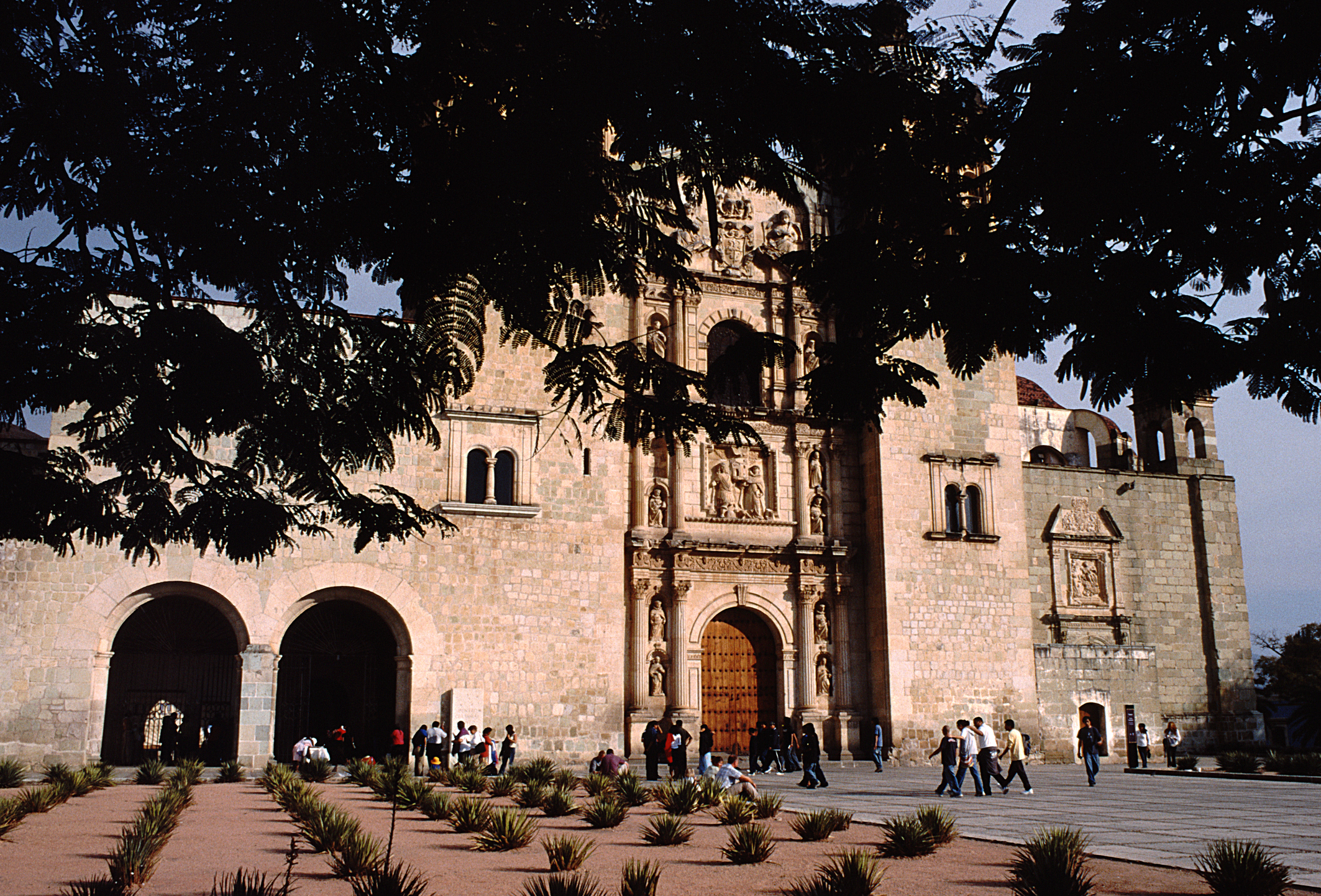
Igreja Santo Domingo de Guzmán
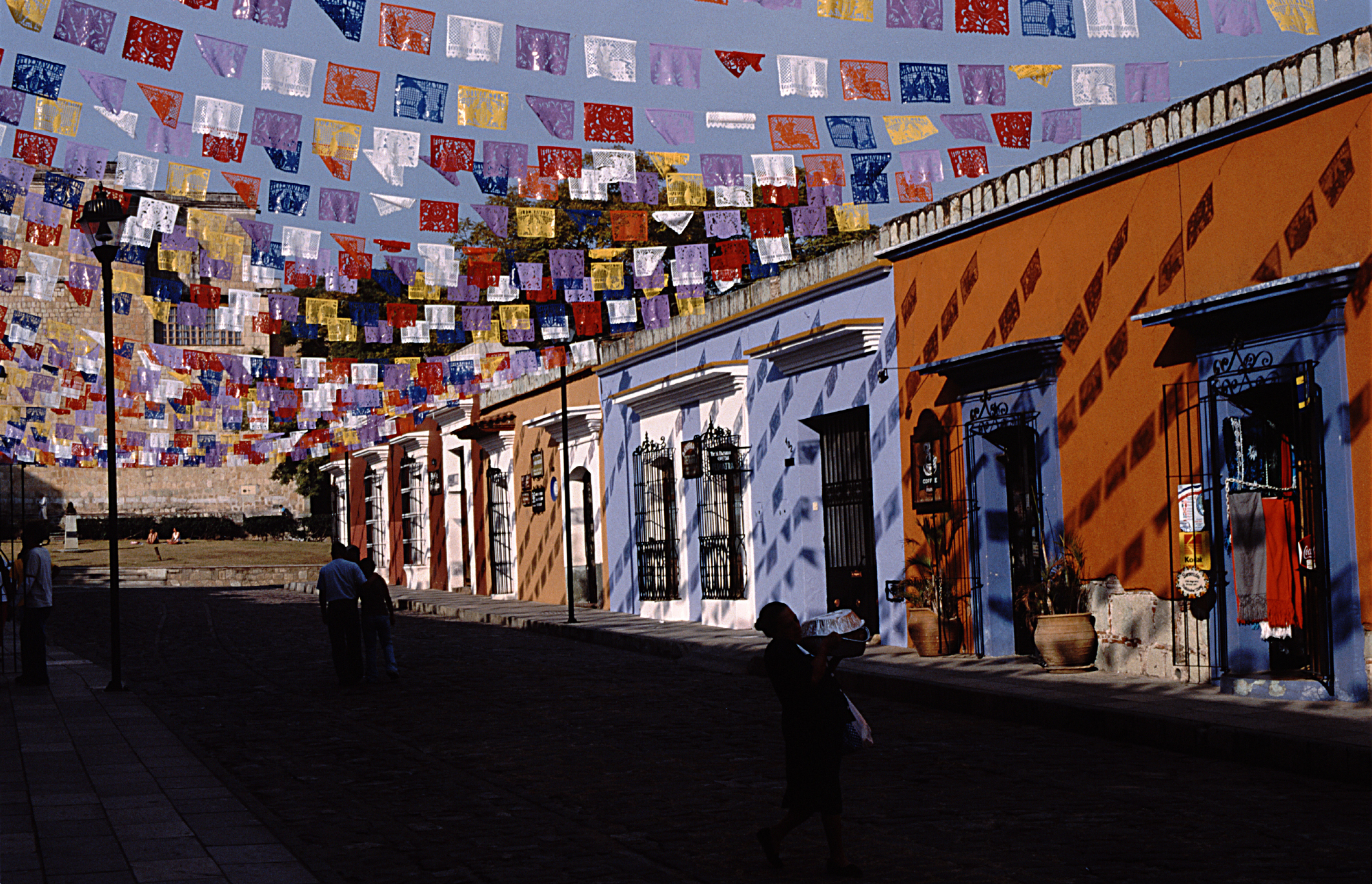
Cidade de Oaxaca-Zócalo
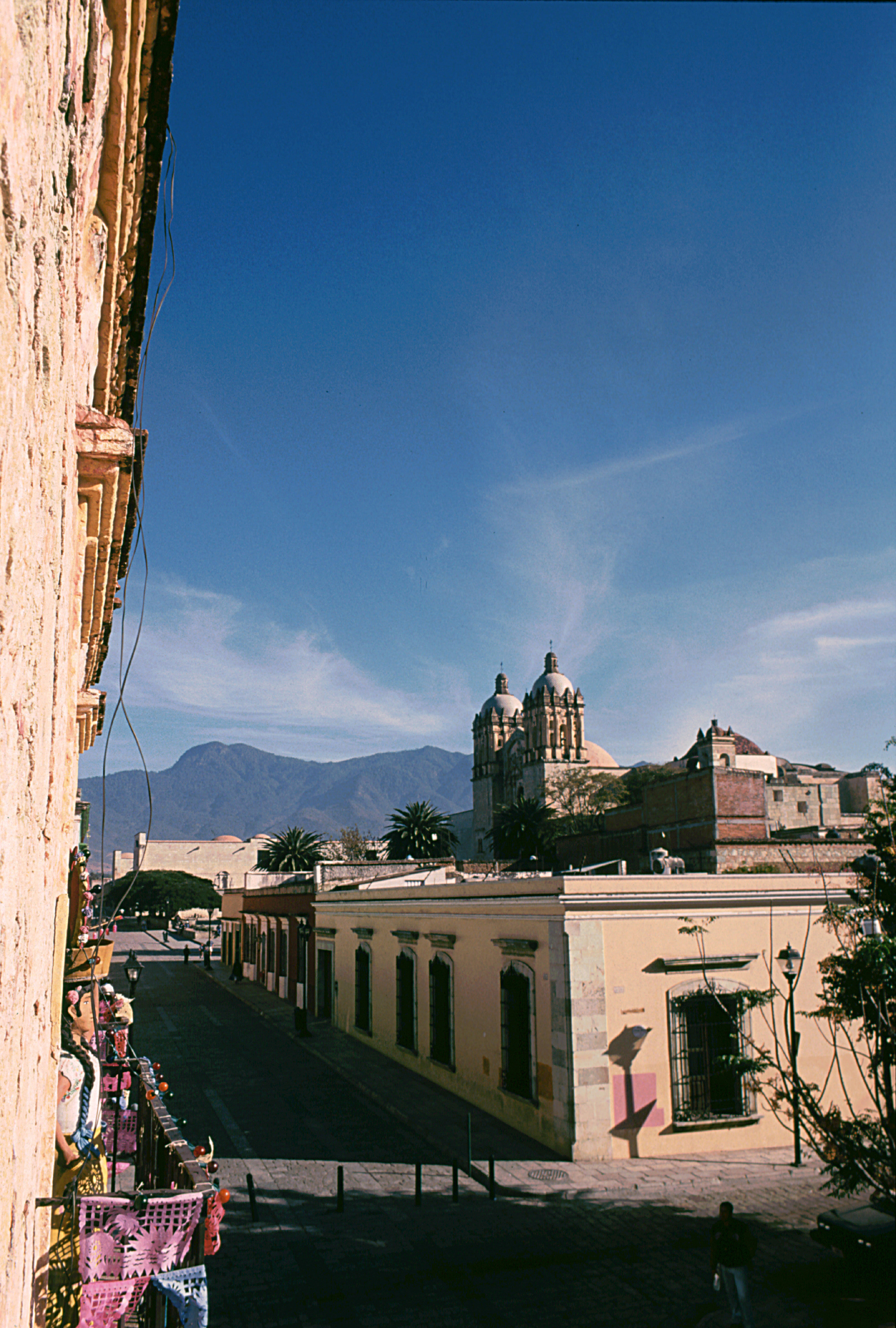
Cidade de Oaxaca-Zócalo
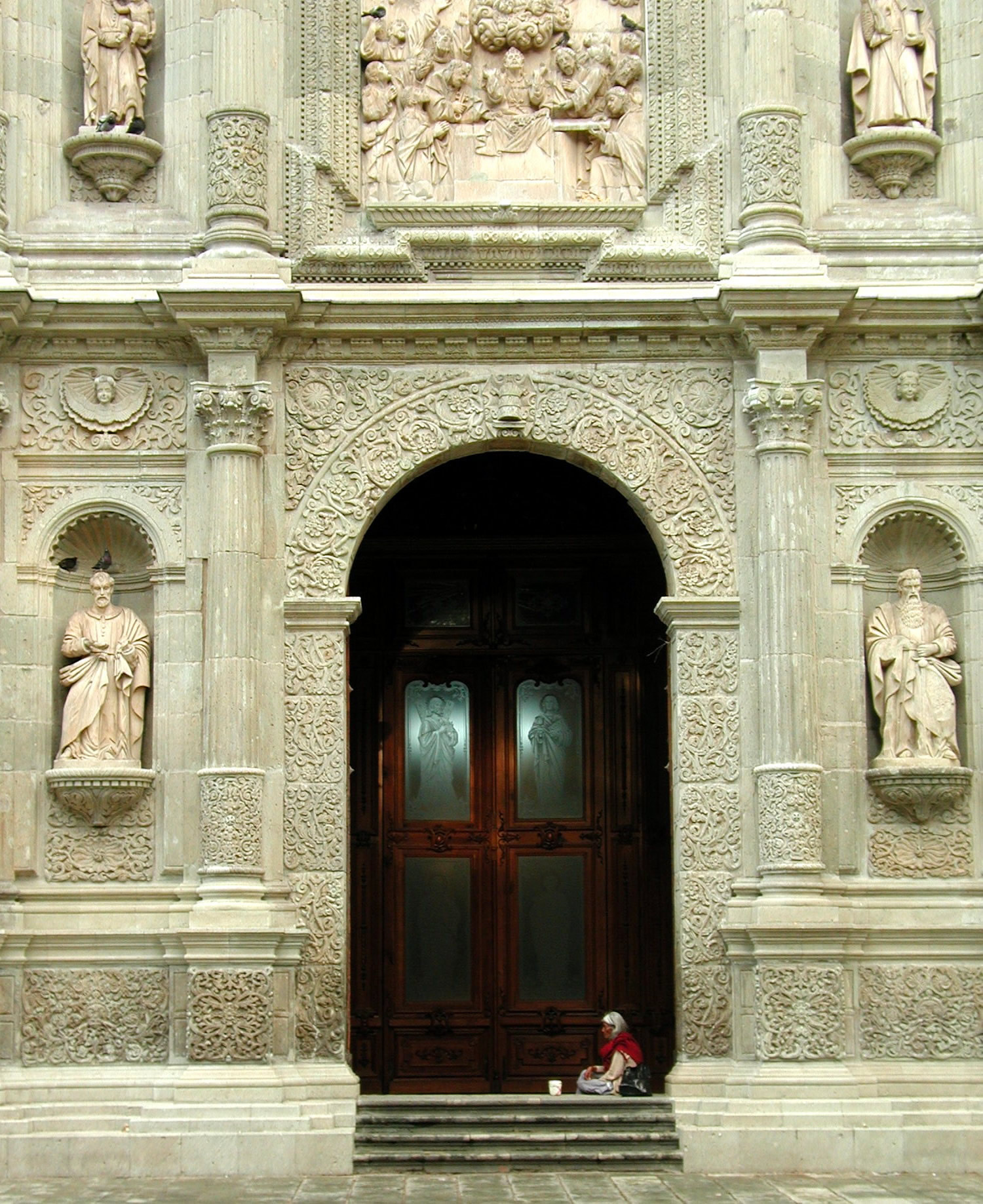
Cidade de Oaxaca
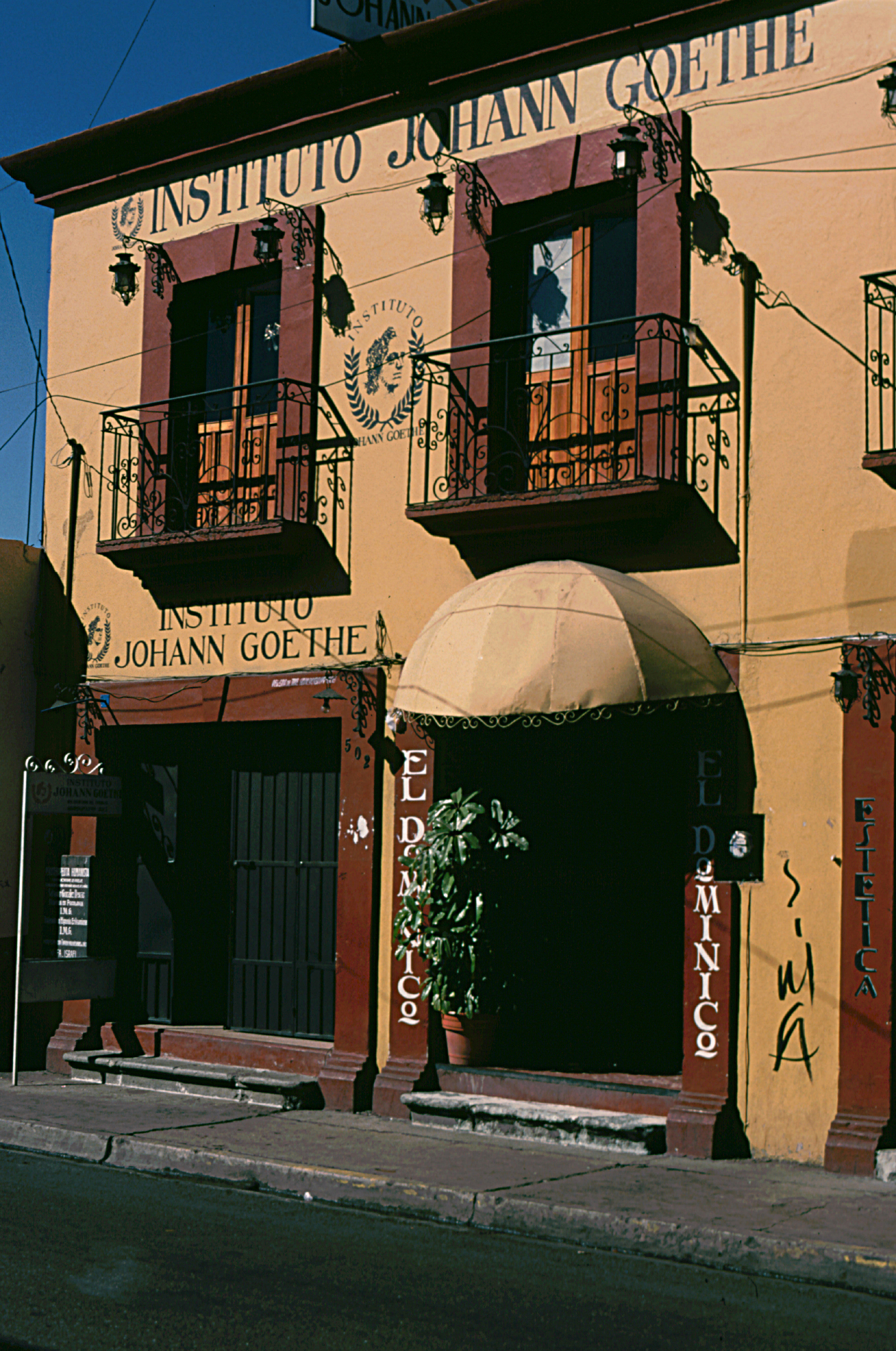
Instituto Johann Goethe